# Joe Ryan (acteur)
Pour les articles homonymes, voir Joseph Ryan (homonymie).
Joe Ryan (de son vrai nom Joseph Ryan) est un acteur et scénariste américain né le 23 mai 1887 à Crook County (Wyoming) et mort le 23 décembre 1944 à Riverside (Californie).
Il épouse en 1918 Helene Marjorie Ingersoll.

## Filmographie partielle

### Comme acteur
- 1916 : The Wrath of Cactus Moore, de William V. Mong : Charles Moore, le fils de Cactus
- 1916 : Le Géant de la forêt (The End of the Rainbow) de Jeanie Macpherson et Lynn Reynolds : Bill Hardy
- 1917 : A Darling in Buckskin, de William V. Mong : Lord Lovelace
- 1917 : The Fighting Trail de William Duncan
- 1918 : A Fight for Millions, de William Duncan : Jacob Lawless
- 1922 : The Purple Riders (en), de William Bertram : Sheriff Dick Ranger
- 1923 : Les Écumeurs du Sud (Smashing Barriers), de William Duncan : 'Wirenail' Hedges
- 1923 : Lone Fighter (en), d'Albert Russell : Macklyn Vance
- 1925 : La Race qui meurt (The Vanishing American), de George B. Seitz : Jay Lord

### comme scénariste
- 1917 : A Darling in Buckskin, de William V. Mong